# Anna-Malin Karlsson
Anna-Malin Karlsson, född 1969, är professor i svenska vid Stockholms universitet sedan augusti 2018. Hon disputerade 2002 med en avhandling om tidiga personliga webbplatser på internet och hur deras skapare tänkte kring texter, funktion, språk och form. 2019-2021 var hon prefekt vid Institutionen för svenska och flerspråkighet vid Stockholms universitet.
Under 8 år skrev hon språkspalt i Svenska Dagbladet.
Hon tjänstgjorde som professor i svenska vid Södertörns högskola 2008–2012 och i svenska med inriktning mot sociolingvistik vid Uppsala universitet 2012–2018.

### Böcker
- En arbetsdag i skriftsamhället: Ett etnografiskt perspektiv på skriftanvändning i vanliga yrken (2006)
- Grammatik med betydelse: En introduktion till funktionell grammatik (2006, med Per Holmberg)
- Funktionell textanalys (1. uppl. 2011, 2. uppl. 2019, med Per Holmberg och Andreas Nord)